# 樋口光治
樋口 光治（ひぐち　こうじ、1897年（明治30年） -　1995年（平成7年）2月11日）は、日本の農民運動家・都道府県会議員。山梨県で昭和戦前期に農民運動家として活動し、戦後は日本社会党員・山梨県会議員となる。

## 略歴

### 出生から青年期
山梨県中巨摩郡国母村上条新居（甲府市上条新居町）に生まれる。父は良達、母はだい。光治は5男。樋口家は小作農家。国母村は甲府市西郊に位置する農村で、現在は甲府市街地の一部となっている。甲府から物流拠点である鰍沢（富士川町）へ至る市川往還沿いの50戸ほどの集落。主な生業は稲作のほか蔬菜栽培や養蚕で、また、国母村は甲府盆地底部に特有の地方病の有病地で、光治も兄を地方病で亡くしている。
小学校を卒業後、県庁の準雇として務める。1911年（明治44年）3月には父良達の病のため県庁を辞して家業の農業を継ぎ、翌年には父良達の死去により戸主となる。青年期には仕事の合間に勉学を行い政治思想に親しみ、中巨摩郡東部連合青年団の活動を通じて、後に農民組合の同士となる玉幡村（甲斐市西八幡・玉川）の田中正則や貢川村（甲府市貢川）の野呂瀬鉄蔵、竜王村（甲斐市竜王）の中島源蔵らと知り合う。1919年（大正8年）には国母村青年団の会長となる。

### 農民運動への参加
また、普選運動にも関わり、山梨青年改造連盟や中巨摩郡立憲青年党のメンバーとなる。妹尾義郎・高田一太郎ら普選運動家と交流し、デモや演説などを行う。特に高田の影響でマルクス主義の影響を受ける。大正期に山梨県では小作争議が盛んとなり、1922年（大正11年）に樋口は国母村で小作組合を組織して争議を開始する。1925年（大正14年）には国母村の村会議員にもなっている。
翌大正15年には田中正則の誘いで日本農民組合（日農）に参加する。日農参加直後には富士身延鉄道（身延線）の敷設に際した田畑の小作権利金獲得闘争が起こる。樋口は1927年（昭和2年）2月に組織された富士身延鉄道延長敷地耕作権擁護期成同盟会の代表者となり、富士身延鉄道会社と交渉して耕作権利金を獲得し、この闘争を通じて樋口の名が知られるようになる。また、甲府市太田町の太田町公園（現在の甲府市遊亀公園）で夜間の秘密勉強会を行い、組合に参加してきた若年層の組織化を図る。1929年（昭和4年）2月には社会民衆党傘下の青年団体である山梨民衆青年同盟が結成され、樋口は委員長となる。
1933年（昭和7年）の山梨共産党事件以後は農民運動家に対する警察の取締が強化され、樋口も転向させられ、社会民衆党を脱退する。その後は旧同志の選挙応援演説などを行なっていたが、1936年（昭和11年）には田中正則らと愛国労働農民同志会の山梨県支部を設立する。翌昭和12年8月に国母村は甲府市と合併し、翌昭和13年の市議会選挙に出馬するが、次点に終わる。
戦時下において農民組合は解散させられるが、樋口は活動の継続を願い、1938年（昭和13年）には元右派闘士らと農業問題研究所を設立する。

### 戦後の活動から晩年
戦後は敗戦直後の食糧危機において県と市の飢餓突破対策委員会委員を務め、食料供給に奔走する。1945年（昭和20年）11月に日本社会党が結成されると山梨県の農民運動家も活動を再開し、農民組合も復活した。同年12月には日本社会党山梨県連合会が発足し樋口も社会党員となる。
GHQ・山梨軍政部の主導した農地改革においては、地主と小作の間の総論を調停する農地委員会会長を務める。山梨県では山梨軍政部以外に山梨県警察部に反米活動監視のためのCIC（アメリカ陸軍防諜部隊）が駐在しており、日系二世を中心に10名ほどが常駐していた。樋口はCICが定期的に自宅を訪問した様子を証言している。1947年（昭和22年）の第一回統一地方選挙においては出馬し、4285票を獲得して第二位で当選し県会議員となる。県議会においては農地改革後の農村問題や食料問題、地場産業の育成に取り組む。また、農協の販連会長を務める。
1951年（昭和26年）の統一地方選挙においては社会党党内抗争の影響を受けて落選し、さらに同年には社会党右派県議の樋口らが自転車のネームプレート製造業者から贈賄を受け取ったとする容疑で逮捕される。
樋口の自転車鑑札事件の逮捕後に社会党山梨県連合会は左右に分裂し、樋口は社会党から離れる。社会党からの離党後は国土総合開発研究所の設立を構想し、山梨県北部山岳地帯におけるウラン鉱の開発事業に着手するが、資金難により挫折する。
その後は大衆運動のキャリアを買われて市役所から広報会の組織化を依頼され上条新居町広報会の会長となり、自治会活動に専念する。1956年（昭和31年）には甲府市広報会連合会を組織して事務局長となり、甲府市の顔役として行政と住民の間に立ち、河川の美化や河原の公園化、工場誘致や内職の斡旋事業など地元に密着した活動を行う。他に地域に関する多くの役も務めている。
97歳で死去。